# Mary Hesse
Mary Brenda Hesse FBA (Reigate, 15 oktober 1924 – 2 oktober 2016) was een Britse wetenschapsfilosofe. Ze was professor aan de universiteit van Cambridge. Ze schreef vooral over logica en de wetenschappelijke methode en is met name bekend om haar werk Models and Analogies in Science (1963), waarin ze op het belang van modellen en analogieën in wetenschap wijst.